# Streets of London (sång)

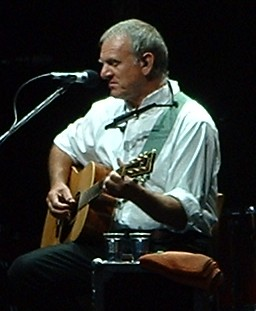
Ralph McTell

Streets of London är en sång från 1969 av Ralph McTell. Det har gjorts över 200 covers på Streets of London.
McTell släppte sången på singel i en ny inspelning 1974 och den nådde andraplatsen på den brittiska hitlistan.
2017 spelade Ralph McTell in sången på nytt, nu med Annie Lennox som gästsångerska.